# Parc national et réserve des Gates of the Arctic
Le parc national et réserve des Gates of the Arctic (Gates of the Arctic National Park and Preserve) est un parc naturel national situé en Alaska. Avec 34 297 km2, soit près de trois fois la superficie de la région Île-de-France, ou encore plus vaste que la Belgique, c'est le second plus grand parc national des États-Unis. C'est également celui situé le plus au Nord, puisqu'il se trouve entièrement au-delà du cercle arctique. Le parc jouxte la réserve nationale  Noatak.

## Description
Comme son nom l'indique, ce parc ouvre sur la plaine arctique de l'Alaska. C'est le passage entre la taïga et la toundra. Situé au nord du cercle arctique, le parc protège notamment de vastes paysages de la chaîne de montagnes Brooks. Ce vaste paysage ne contient pas de routes ou de sentiers. Les visiteurs découvrent des écosystèmes intacts depuis des milliers d’années. Les rivières sauvages serpentent à travers les vallées sculptées par les glaciers, les caribous migrent le long de sentiers séculaires, la lumière estivale sans fin s’estompe dans le ciel nocturne éclairé par les aurores boréales de l’hiver.
Le parc comprend également six rivières sauvages et pittoresques :
- Rivière Alatna (134 km)
- Rivière John (84 km)
- Rivière Kobuk (177 km)
- Partie nord de la rivière Koyukuk (164 km)
- partie de la rivière Noatak
- Rivière Tinayguk (71 km)

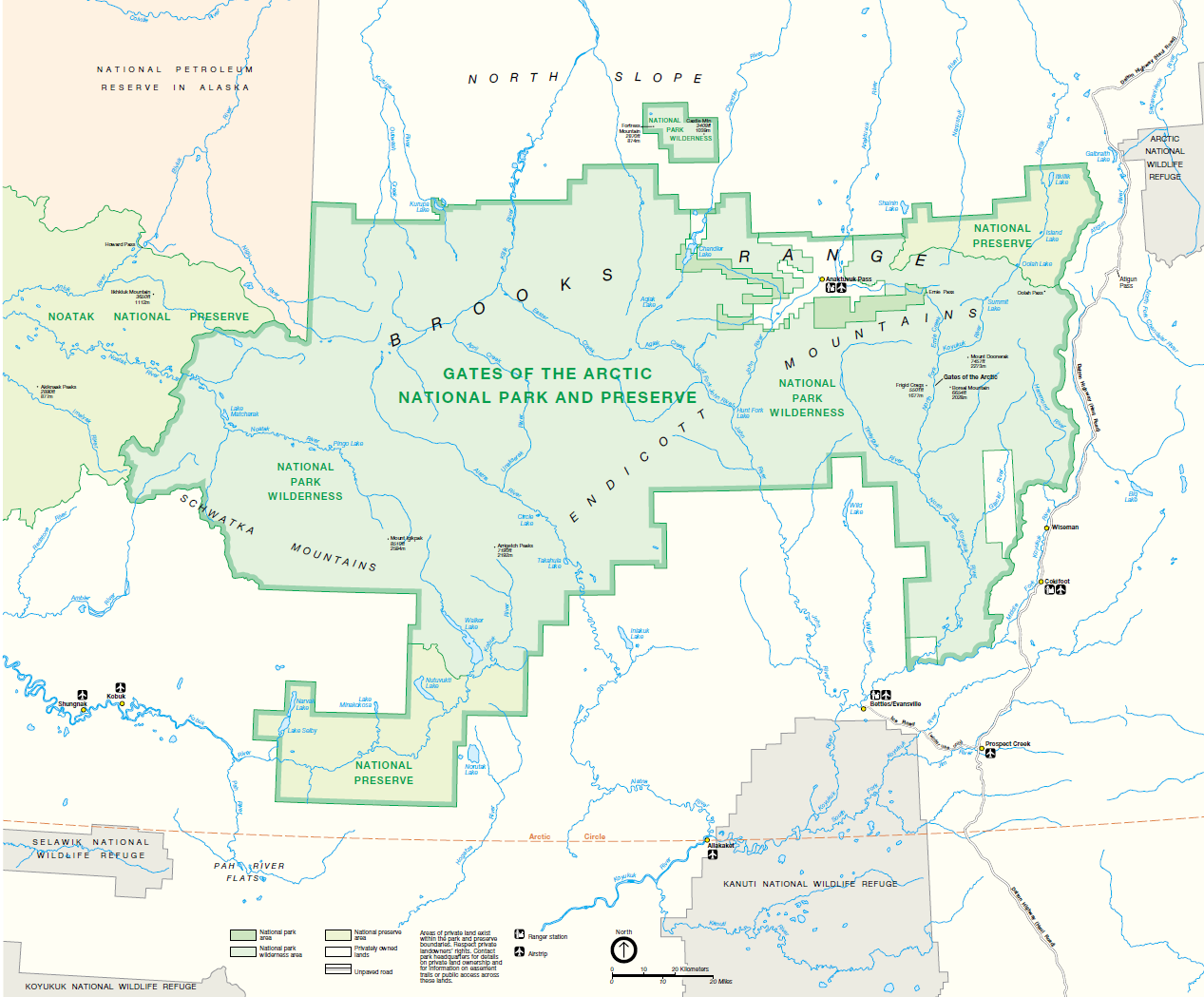
Carte.
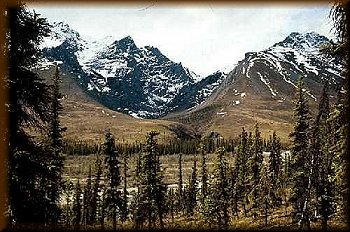
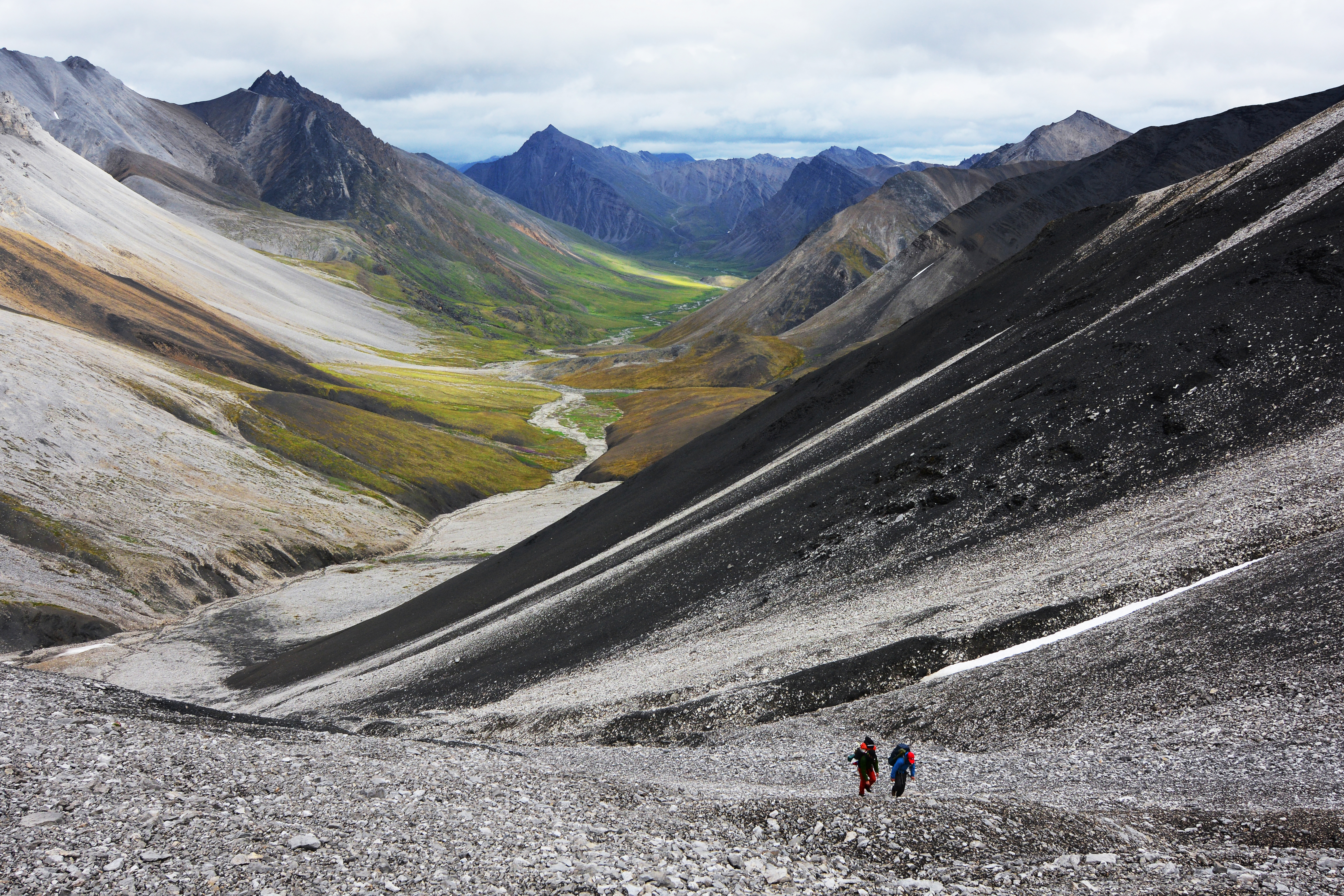
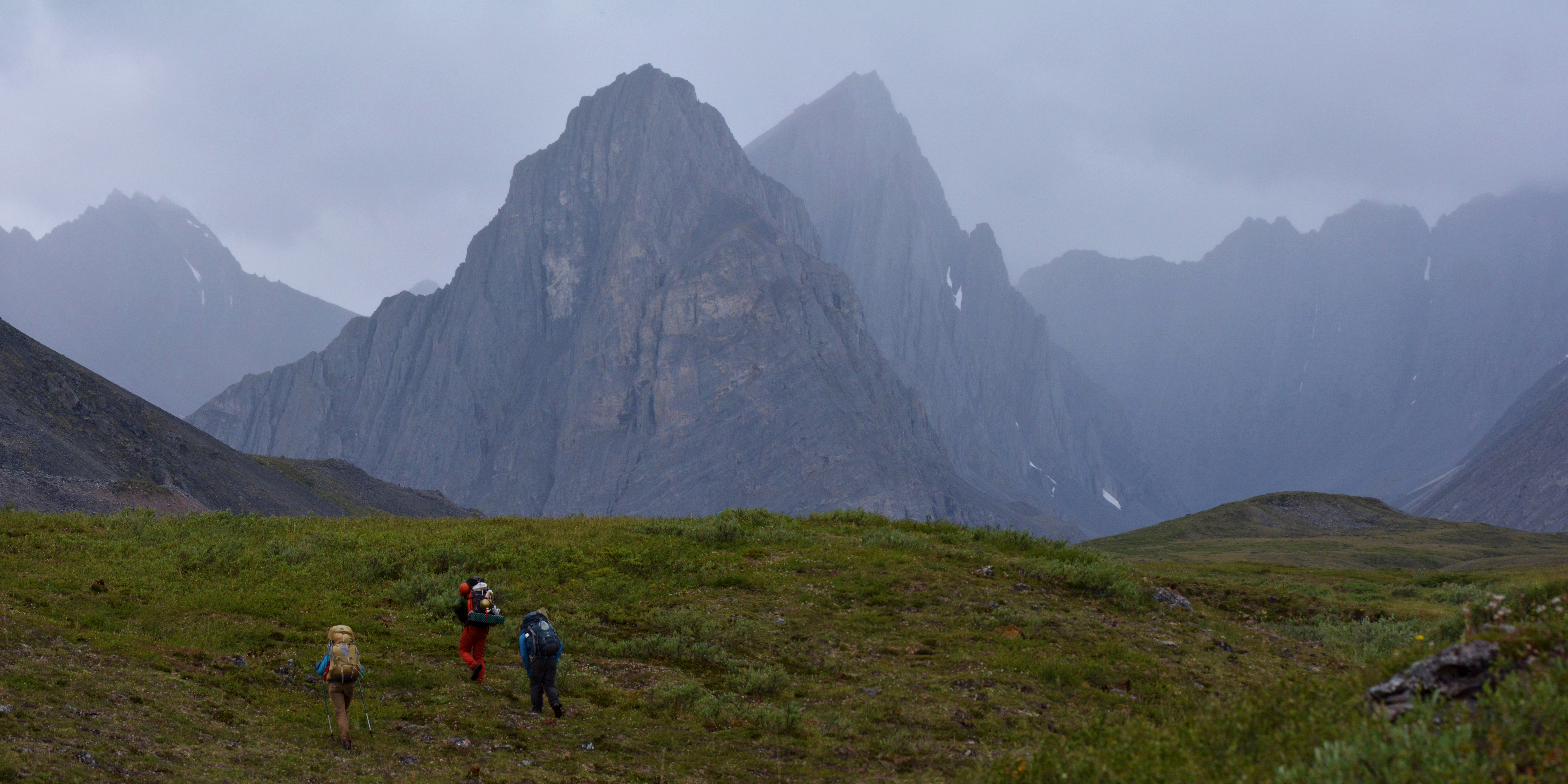
Thunder Valley.
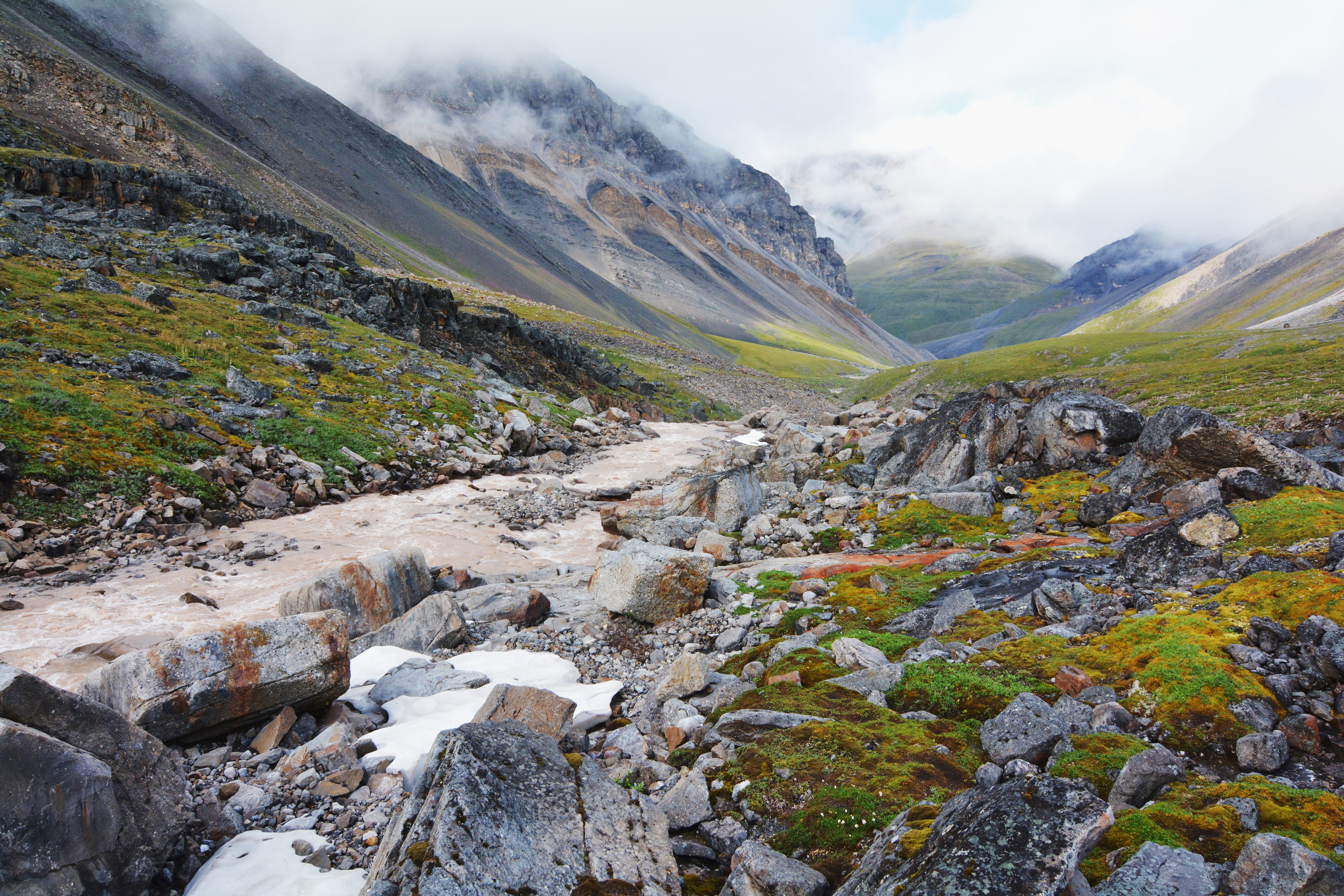
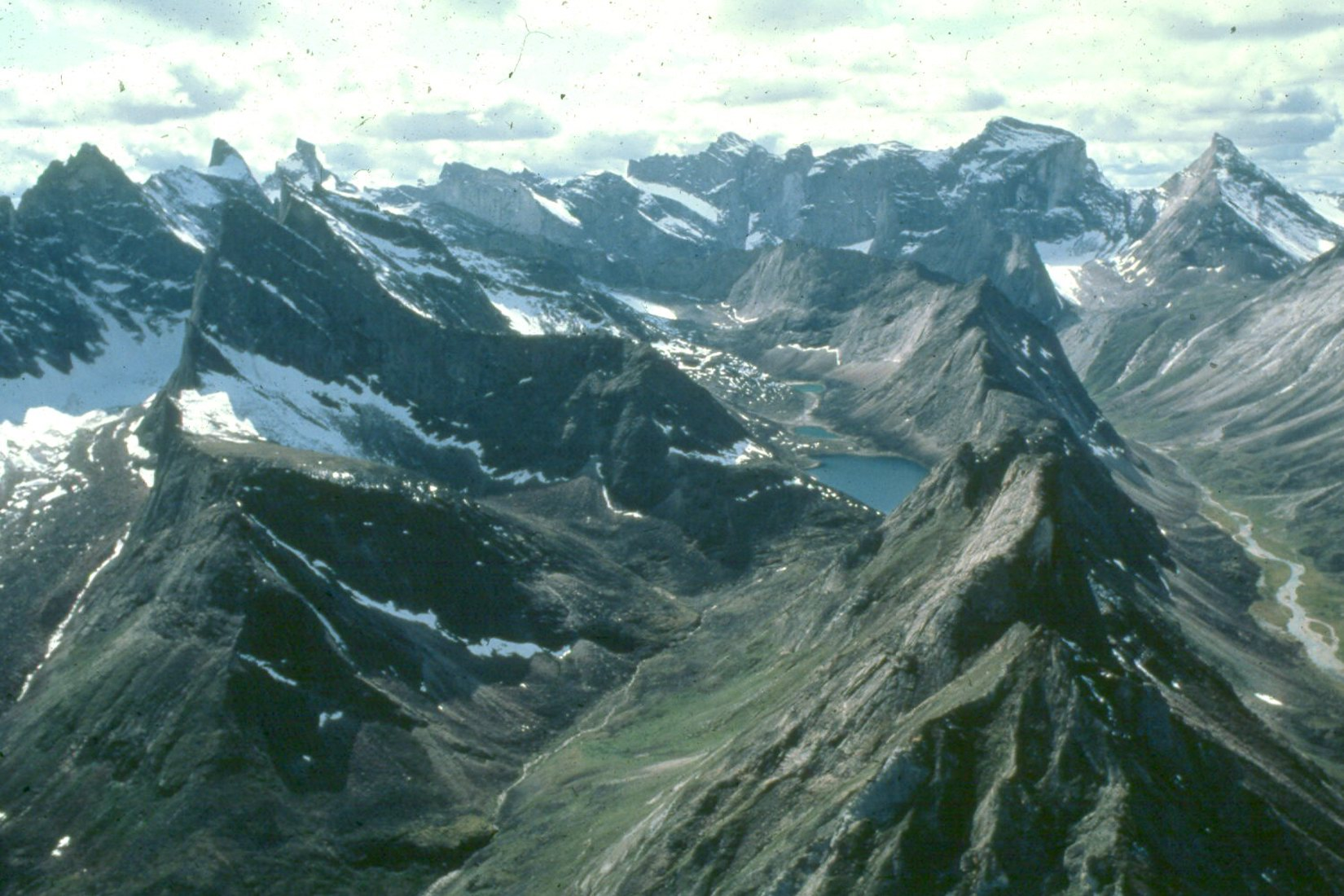
Arregetch Peaks.
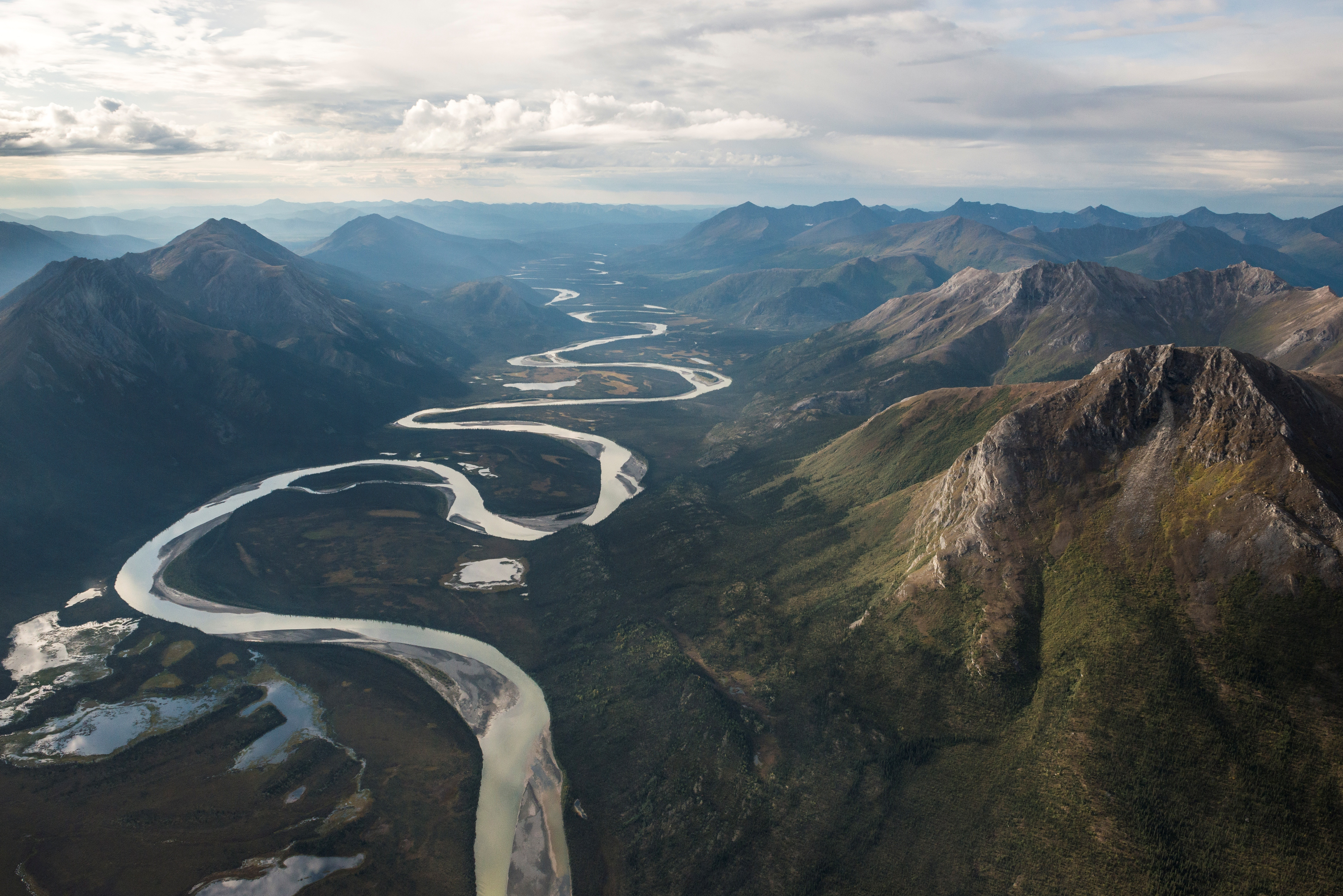
Rivière.
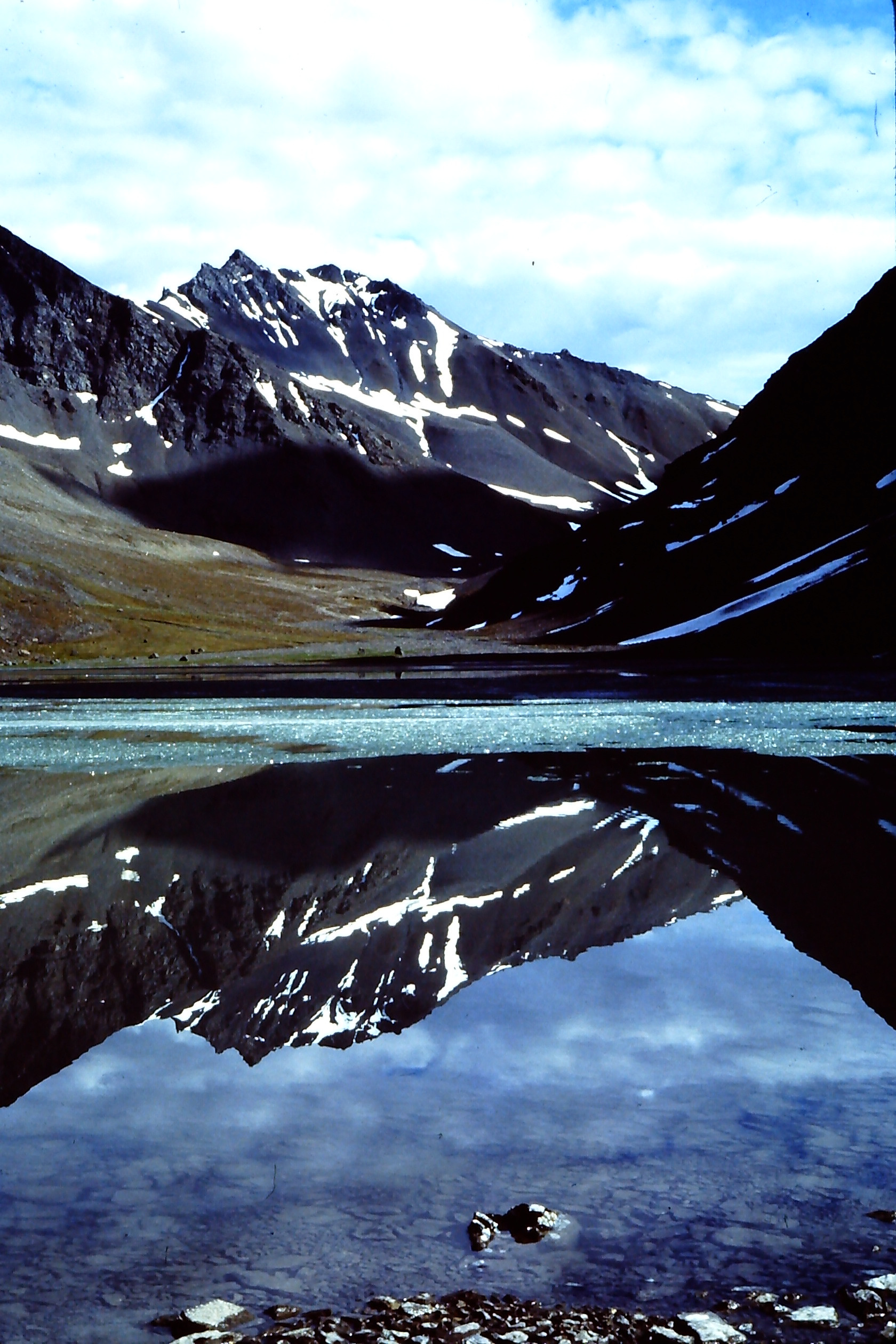
Marshall Lake.
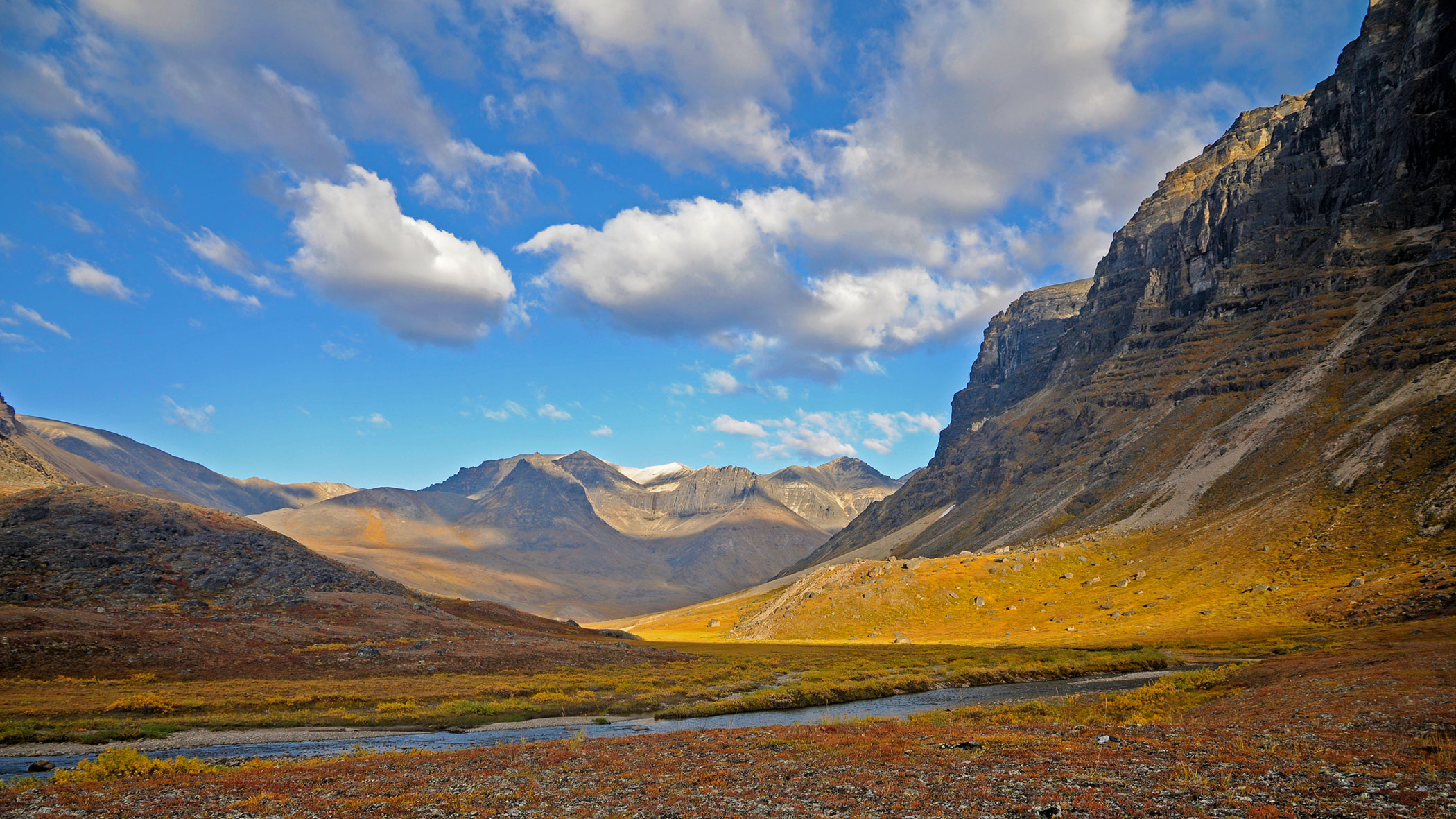
Paysage.
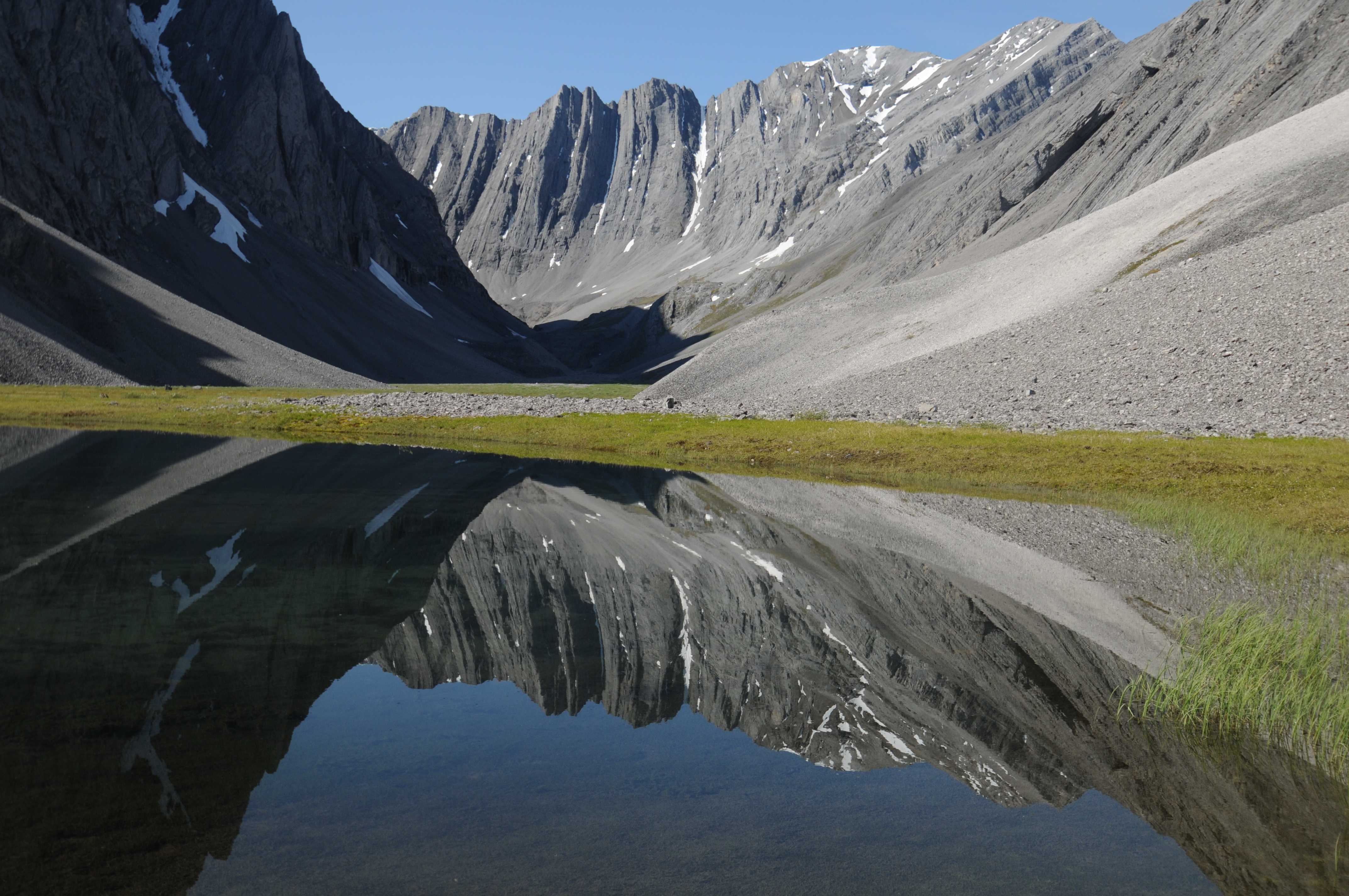
Oolah Valley.
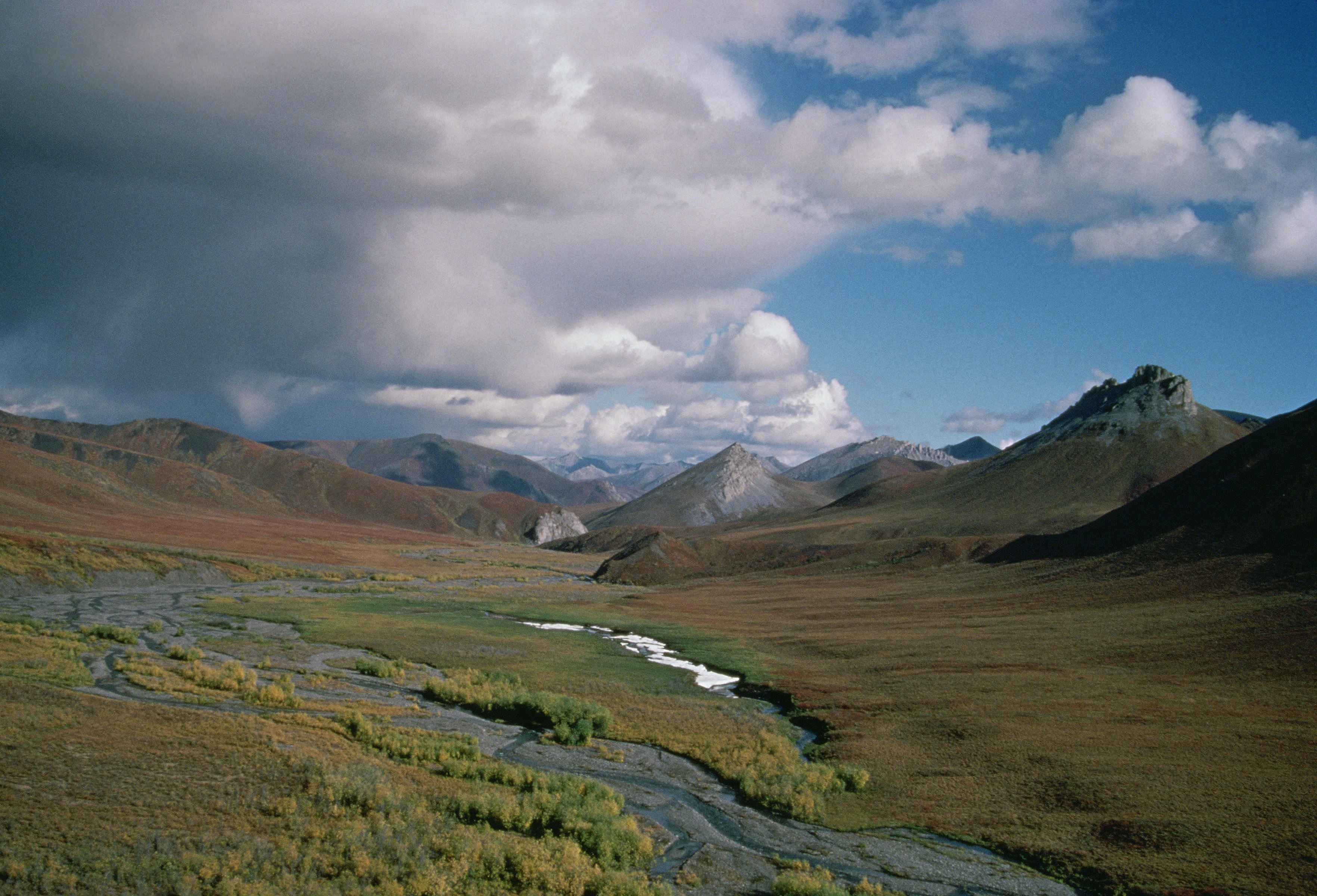

## Faune
La majorité des espèces communes à l'Alaska est ici représentée. On dénombre 36 espèces de mammifères : les carnivores sont tous là, grizzli, ours brun (132 spécimen), ours noir, ours polaire, loup, lynx du Canada, coyote, renard, glouton. Les principaux herbivores sont le bœuf musqué, l'élan, le castor, la marmotte, le mouflon de Dall, la loutre et le rat musqué,. Mais c'est le caribou qui est le plus nombreux : environ 200 000, ce qui constitue une des plus grandes hardes du monde. La grande migration de ces animaux, qui traversent des fleuves pour remonter vers le Nord, est un spectacle exceptionnel, et également une source de nourriture importante pour les peuples autochtones.
Les oiseaux les plus remarquables sont le pygargue à tête blanche (emblème des États-Unis), le balbuzard pêcheur, la chouette arctique, l'aigle doré et le faucon pèlerin.

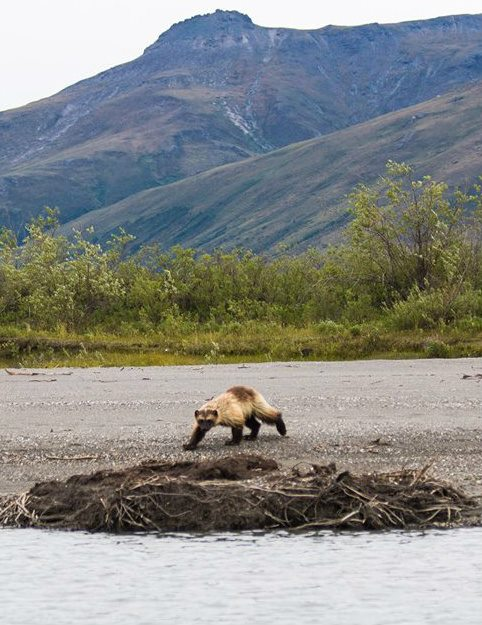
Glouton.
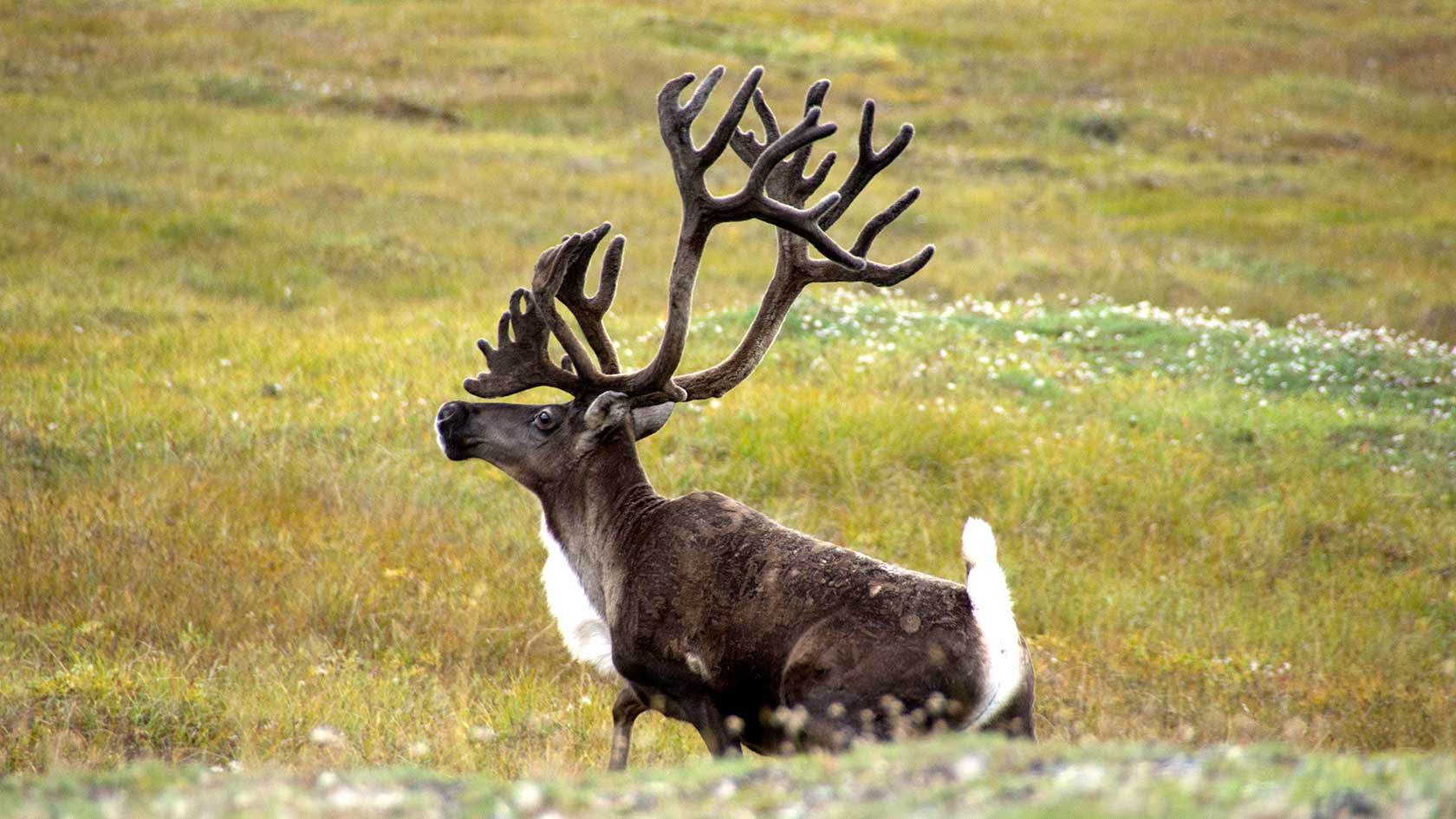
Caribou.
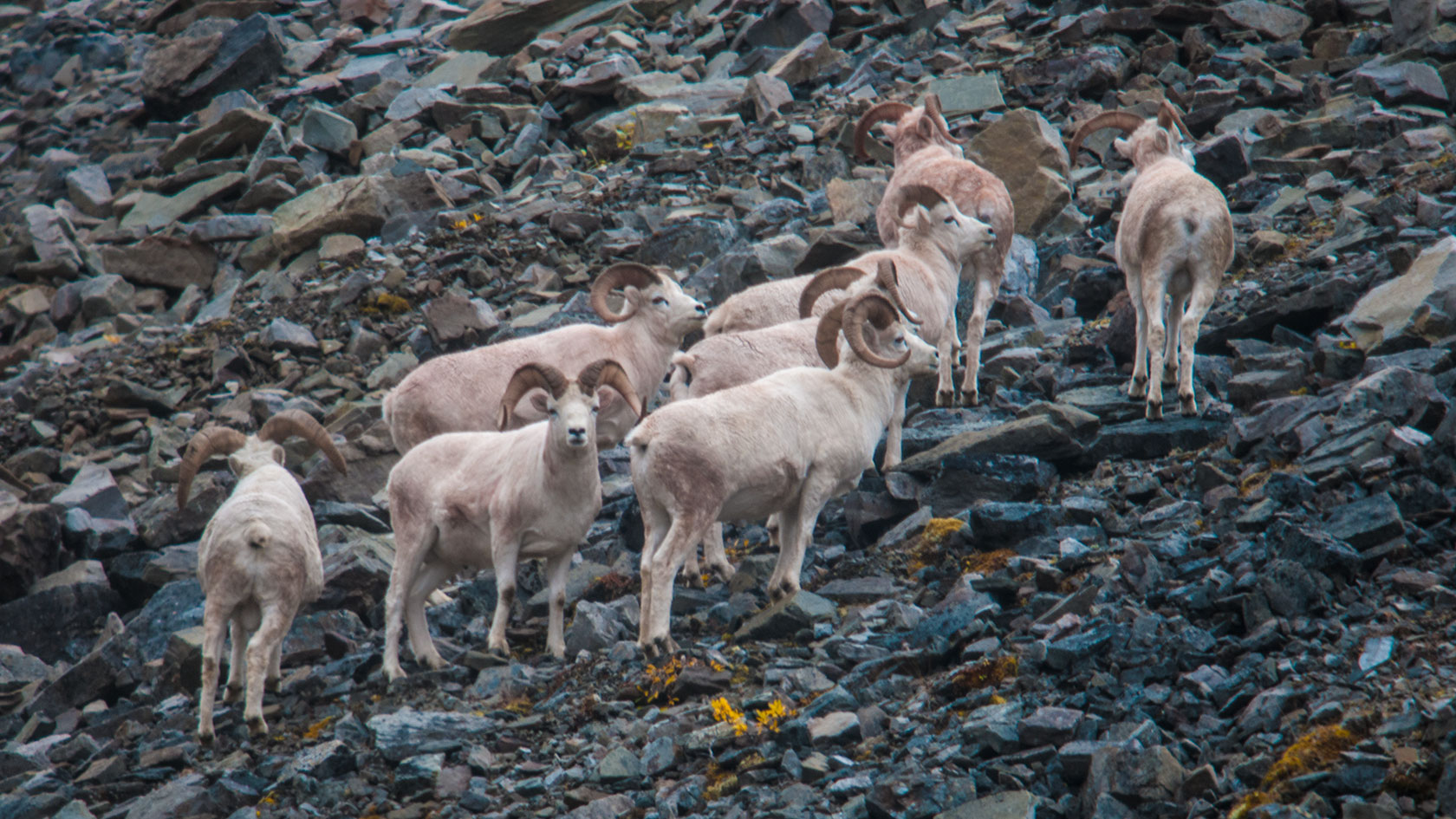
Mouflons de Dall.
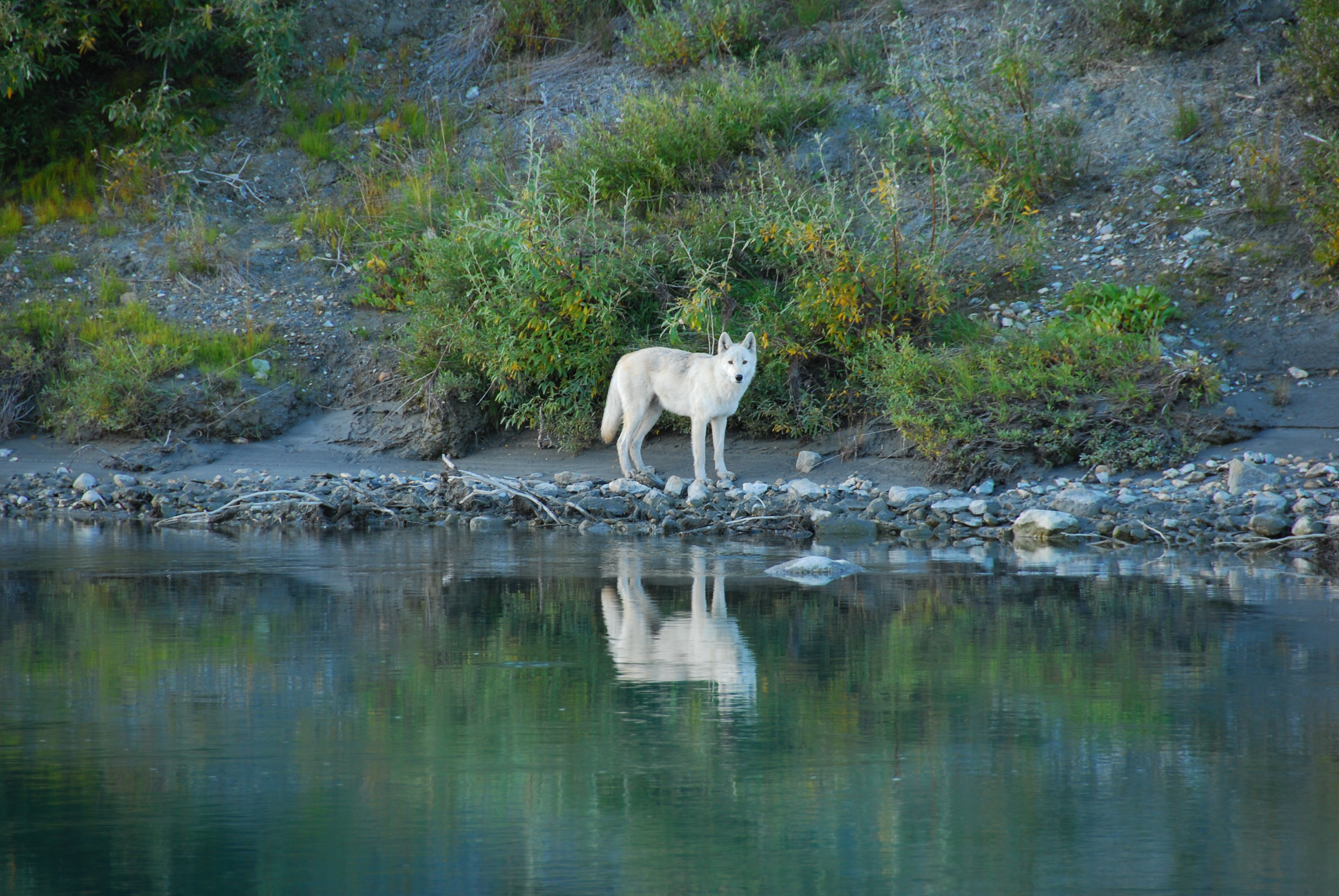
Loup arctique.
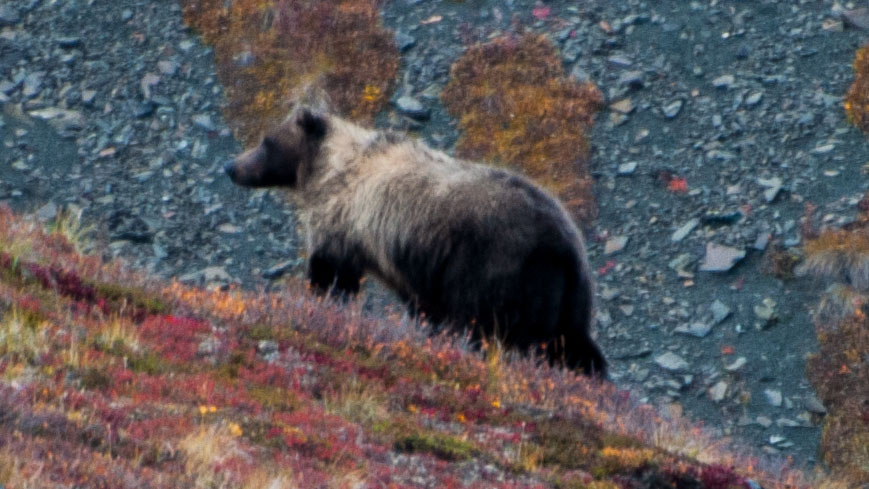
Ours brun.

## Activités
Il n'y a pas de routes dans le parc, ce qui fait que celui-ci est l'un des parcs nationaux les moins visités des États-Unis (11 000 visiteurs par an),. Le camping est autorisé, mais avec des restrictions dans les zones où se trouvent encore des populations tribales.